# Steven McRae
Steven McRae (Plumpton, 19 dicembre 1985) è un ballerino australiano, primo ballerino del Royal Ballet dal 2009.

## Biografia
Nato e cresciuto in un sobborgo di Sydney, Steven McRae cominciò a danzare all'età di sette anni. Nel 2003, all'età di diciassette anni, vinse il Prix de Lausanne, che gli valse una borsa di studi per la Royal Ballet School. Dopo il diploma McRae si unì al corpo di ballo del Royal Ballet, prima di essere promosso a solista nel 2006, primo solista nel 2008 e primo ballerino nel 2009.
Nel corso della sua carriera con la compagnia londinese McRae ha danzato in molto dei grandi ruoli maschili del repertorio classico e moderno, tra cui Albrecht in Giselle (Wright), Romeo in Romeo e Giulietta (MacMillan), Des Grieux in Manon (MacMillan), Florimund ne La bella addormentata (de Valois), Sigfrido ne Il lago dei cigni (Dowell; Scarlett), Smeraldi e Rubini in Jewels (Balanchine), Rodolfo in Mayerling (MacMillan), il Principe ne Lo schiaccianoci (Wright) e nella Cenerentola (Ashton), Colas ne La fille mal gardée (Ashton), la creatura in Frankenstein (Scarlett), l'eponimo protagonista in Onegin (Cranko), il Prescelto ne La sagra di primavera (MacMillan), Oberon in The Dream (Ashton), il Cappellaio Matto in Alice nel Paese delle Meraviglie (Wheeldon), James ne La Sylphide (Kobborg), Basilio in Don Chisciotte (Acosta), Florizel in The Winter's Tale (Wheeldon) e Solor ne La Bayadère (Makarova).
Nel 2023 riceve il Premio come Danzatore dell'anno in occasione del Premio Positano Léonide Massine.

### Vita privata
Nel gennaio 2008 la sua carriera subì una brusca ma temporanea interruzione dopo un infortunio al tendine d'Achille. Nonostante la prognosi che non avrebbe più danzato, McRae si sottopose a chirurgia e fisioterapia e tornò a calcare le scene nel dicembre del 2008. Nel 2019 si infortunò nuovamente al tendine d'Achille durante una rappresentazionie e, dopo un lungo percorso di fisioterapia, è tornato a danzare a Covent Garden nell'ottobre del 2021.
McRae è sposato con la ballerina Elizabeth Harrod e la coppia ha avuto tre figli: Audrey Bluebell (2014), Frederick Charles (2016) e Rupert George (2019).

## Filmografia
- Cats, regia di Tom Hooper (2019)